# Gunnar Lundén
Karl Gunnar Lundén, född 30 mars 1888 i Mistelås församling, Kronobergs län, död 27 augusti 1926 i Visby stadsförsamling, Gotlands län, var en svensk organist och musikdirektör.

## Biografi
Gunnar Lundén var son till klockaren, organisten och folkskolläraren Gustaf Edvard Lundén och Hilda Sofia Johannisdotter. Lundén flyttade till Engelbrekts församling i Stockholm 1912. År 1913 bosatte han sig i Eksjö och 1914 i Oskarshamn. Lundén flyttade 1915 till Visby.
Han efterträdde organist Herman Lindqvist i Visby domkyrka 1915 och verkade där fram till sin död 1926. Efter Lundéns död kom Ludvig Siedberg att bli domkyrkoorganist i Visby. Lundén var även musiklärare vid Visby högre allmänna läroverk.
Han gifte sig 25 juli 1924 med Berta Elisabeth Johansson (1900–1965).
Gunnar Lundén är begravd på Mistelås kyrkogård.

## Verk

### Orgel
- Orgelkompositioner, opus 6.[11]
  - 1. Högtidsmarsch (1915)
  - 2. Elégie (1916)
  - 3. Andante Cantabile (Vid aftonen, 1916)
  - 4. Festmarsch (1923)
  - 5. Aftonstämning (Aftonbetraktelse, 1913)
- 50 fest- och koralpreludier för orgel eller orgelharmonium (1920).[12]